# Thompson Bucks County Classic 2013
La Thompson Bucks County Classic 2013, se disputó el 7 de septiembre formando parte del UCI America Tour 2012-2013 dentro de la categoría 1.2. Como ha sido habitual en casi todos los años, fue la última competición del calendario internacional americano y también la última del National Racing Calendar.
La carrera tuvo el mismo recorrido de la edición anterior sobre 166 km, comenzando en New Hope y finalizando en Doylestown.
El ganador fue el estadounidense Kiel Reijnen del equipo UnitedHealthcare. La segunda posición fue para el australiano Joseph Lewis y tercero Matt Cooke.

## Clasificación final
| \| Posición \| Ciclista \| Equipo \| Tiempo \| Puntos UCI \| \| -------- \| ------------------ \| ------------------- \| --------------- \| ---------- \| \| 1. \| Kiel Reijnen \| UnitedHealthcare \| 4 h 17 min 08 s \| 40 \| \| 2. \| Joseph Lewis \| Hincapie Sportswear \| m.t. \| 30 \| \| 3. \| Matt Cooke \| Jamis-Hagens Berman \| a 3 s \| 16 \| \| 4. \| Steve Fisher \| UnitedHealthcare \| a 13 s \| 12 \| \| 5. \| Renan Maia \| D3 Devo \| a 1 min 26 s \| 10 \| \| 6. \| Tyler Magner \| Hincapie Sportswear \| m.t. \| 8 \| \| 7. \| Ben Jacques-Maynes \| Jamis-Hagens Berman \| m.t. \| 6 \| \| 8. \| Lucas Euser \| UnitedHealthcare \| m.t. \| 3 \| \| 9. \| Daniel Summerhill \| UnitedHealthcare \| a 2 min 11 s \| - \| \| 10. \| Kennett Peterson \| Batlley Ducati \| a 2 min 16 s \| - \| |                    |                     |                 |            |
| Posición | Ciclista           | Equipo              | Tiempo          | Puntos UCI |
| 1. | Kiel Reijnen       | UnitedHealthcare    | 4 h 17 min 08 s | 40         |
| 2. | Joseph Lewis       | Hincapie Sportswear | m.t.            | 30         |
| 3. | Matt Cooke         | Jamis-Hagens Berman | a 3 s           | 16         |
| 4. | Steve Fisher       | UnitedHealthcare    | a 13 s          | 12         |
| 5. | Renan Maia         | D3 Devo             | a 1 min 26 s    | 10         |
| 6. | Tyler Magner       | Hincapie Sportswear | m.t.            | 8          |
| 7. | Ben Jacques-Maynes | Jamis-Hagens Berman | m.t.            | 6          |
| 8. | Lucas Euser        | UnitedHealthcare    | m.t.            | 3          |
| 9. | Daniel Summerhill  | UnitedHealthcare    | a 2 min 11 s    | -          |
| 10. | Kennett Peterson   | Batlley Ducati      | a 2 min 16 s    | -          |